# Еберон
Еберон е фентъзи свят и кампейн-сетинг за ролевата игра "Dungeons & Dragons" (D&D) или "Подземия & Дракони)". Действието на играта се развива основно на континента Корвайр след огромна разрушителна война. Еберон е проектиран да побере традиционни D&D елементи и раси в рамките на различно тониран сетинг; Еберон съчетава фентъзи тон с пълп и мрачни приключенски елементи и някои нетрадиционни фентъзи технологии като влакове, небесни кораби и механични същества, които се захранват от магия.
Еберон е създаден от авторът и дизайнерът на игри Кийт Бейкър като печеливша кандидатура за състезание проведено през 2002 г. от Wizards of the Coast's Fantasy Setting Search, за създаване на нов сетинг за играта D&D. Ебероон е избран от повече от 11 000 кандидатури и е официално пуснат с публикуването на книгата "Eberron Campaign Setting" с твърди корици през юни 2004 г.

## Сетинг

### Свят
Светът на Еберон включва седем континента. Действието се развива предимно в Корвайр, най-населеният континент. Хората са най-многобройната раса в Хорвайр, живеещи предимно в района, известен като Петте нации. Югоизток е малкият континент Аеранал, управляван от елфи. Право на юг е континентът джунгла на Ксен'дрик, някога управляван от империя на гиганти, която рухна. Сега това е до голяма степен пустиня, с някои райони под племенна власт на дроу. По-на юг от Ксен'дрик е Евърис, леден слой с размерите на континент, вероятно покриващ няколко земни маси. Фростфел е неизследвана земя от лед на север. Другите два основни континента са Сарлона (континент, управляван от квори, създания от Региона на мечтите) и Аргонесен (континент, обитаван от дракони). Светът на Еберрон има дванадесет луни; някои мъдреци вярват, че има тринадесета луна, която е изчезнала или е невидима с невъоръжено око.
World of Eberron включва редица функции за кампанията Еберон. Числото 13, известно още като „пекарската дузина“, е част от темата, използвана от Кийт Бейкър по отношение на аспектите на света.
"Еберон" също е името на Земята на Света и се споменава като Дракона Между. Сиберис, Драконът отгоре, е името, дадено на планетарните пръстени, които обграждат планетата. Хайбер, Драконът Отдолу, е името, дадено на подземния свят и е подобно на Ъндърдарк в много други сетинги. Според историята на сътворението, светът се е формирал, когато прародителските Уирми са променили формата си в това, което са сега. Сиберис и Хайбер се сбиха, което доведе до разбиването на тялото на Сиберис на парчета. За да спре Кхибер, Ебериб се увива около него и счупеното тяло на Сиберис се превръша в пръстен около тях двамата. Сиберис създава дракони, Ебериб създава хуманоиди и други „нисши раси“, а Хайбер създава „демоните“ на Света. Според Кийт Бейкър има известно значение във факта, че всяко име съдържа морфема  "ber", но не е посочил какво значи това.